# Damian Kratzenberg
Damian Kratzenberg   (Clervaux, 5 de novembre de 1878 - Ciutat de Luxemburg, 11 d'octubre de 1946) fou un mestre de secundària i polític luxemburguès, que va esdevenir cap del Volksdeutsche Bewegung, un pro-grup polític nazi sorgit a Luxemburg durant la Segona Guerra Mundial. Va ser executat després de la guerra per col·laboració amb els nazis.
Fill de l'administrador del castell de Clervaux, un immigrant alemany. Després de rebre el seu títol de Batxillerat a l'Institut Diekirch, entre 1898 i 1902 va estudiar literatura a Luxemburg, Lille, Paris i Berlín. Posteriorment va començar a donar classes de grec i alemany a Diekirch, Echternach, i des de 1927 al Athénée de Luxemburg.
Entre 1927 i 1936 va ser membre del partit liberal. Més endavant es va fer seguidor de l'Alemanya Nazi. Entre 1935 i 1940 va ser el president de GEDELIT, el Luxemburger Gesellschaft für deutsche Literatur und Kunst (Societat per l'Art i la Literatura alemanya). El 1936, va rebre la medalla Goethe-Medaille für Kunst und Wissenschaft.
Va esdevenir cap de la branca regional del Volksdeutsche Bewegung el 1940, i va ser fixat com a cap del Athénée de Luxemburg el 1941.